# Мстительница (фильм, 1988)
«Мстительница» (англ. Lady Avenger) — боевик 1988 года режиссёра Дэвида Де Кото.

## Сюжет
Брат Мэгги зверски убит бандой головорезов. Мэгги находится в тюрьме, но ей позволено покинуть её и поехать на похороны своего брата. На похоронах она срывается и отправляется на поиски убийц — так Мэгги может отомстить за его смерть приятным, но насильственным способом.

## В ролях
- Пэгги Мак-Интэггэрт — Мэгги
- Тони Джозеф — Джек
- Жаклин Лимэн — Мэри
- Мишель Бауэр — Аннали
- Дэниель Хирш — Рэй
- Адам Ингланд — Макс
- Роджер Бёрт — Дж. С.
- Майкл Джекобс мл. — Трайб
- Стив Ортега — Пако
- Билли Фрэнк — Арни
- Джефф Браун — Джефф
- Беатрис Джеральдо — Мария
- Ханна Экштейн — пожилая женщина
- Кейт Бенедикт Портер — управляющий
- Синди Фаллер — чёрная девушка
- Сильвия Саммерс — надзиратель
- Джим Калвер — министр
- Уильям Батлер — Кевин
- Кой Этвуд — водитель катафалка
- Эллен Габриель — медсестра
- Джулия Вера — миссис Гэлвин
- Гэри Лэйн — владелец магазина
- Реймонд Сото — заведующий складом
- Линн Лернер — женщина-полицейский
- Линн Милгрэм — женщина-полицейский
- Ленни Роуз — первый детектив
- Джон Коллинз — второй детектив
- Джудит Барк — мать Кевина
- Клифф Кордер — отец Кевина
- Кэти О’Бречт — официантка
- Том Хэмил — банкир
- Слейтер Кейн — Уино
- Крис Фостер — Барт